# Correspondentes bancários
Correspondentes bancários é a atividade de execução de serviços acessórios às atividades dos bancos, por meio de empresas não-bancárias que são empregadas para este fim.

## Introdução
Tradicionalmente, os correspondentes bancários eram acordos feitos entre bancos para que um realizasse serviços para o outro, poderia ser transporte de dinheiro, transações em localidades que um dos bancos não tinha agência física, entre outros. A origem dos correspondentes vem do comércio na Europa medieval, eram utilizados inicialmente para diminuir o risco do transporte de ouro e até os anos 80 foram utilizados para transações de recursos entre países, mas com a evolução tecnológica, a globalização e, principalmente, os pagamentos eletrônicos, os correspondentes começaram a ter novos moldes.
Os correspondentes bancários podem ser vistos como uma forma do banco expandir suas “fronteiras” alcançando mais territórios e mais pessoas, já que seu correspondente pode ter um estabelecimento em uma localidade que o banco não tem agência física. Além disso, nos países desenvolvidos o correspondente bancário está mais próximo da forma que tinha na origem, principalmente com foco em serviços de pagamento e transferência de recursos para o exterior, em países em desenvolvimento o correspondente começa a adotar novas formas, como por exemplo no Brasil, onde o correspondente tem que ser um estabelecimento não-bancário.
A definição de correspondentes bancários segundo resoluções do CMN (Conselho Monetário Nacional) é a atividade de execução de serviços acessórios às atividades dos bancos, por meio de empresas não-bancárias que são empregadas para este fim. Ademais, as empresas que operam como correspondentes não podem ter como sua atividade principal a atuação como correspondente.
O correspondente no Brasil tem como plano de fundo a desigualdade de acesso bancário entre pobres e ricos, já que há altos custos fixos dos bancos, barreiras territoriais e má distribuição da população no país, neste sentido os correspondentes no Brasil tem maior oportunidade de atração de clientes com um custo baixo, por isso cada vez mais eles estão sendo utilizados pela população pobre.
Segundo pesquisa do Banco Central do Brasil, entre os anos de 2000 e 2008 houve grande expansão da quantidade de correspondentes bancários em solo brasiliense, principalmente para áreas mais pobres, atendendo também uma população mais empobrecida, além disso, pode ser observado que o recebimento de benefícios governamentais como o Bolsa Família e o INSS podem ser fatores de influência quanto a expansão das correspondentes.
O correspondente pode ser uma lotérica, uma loja de crédito ou até mesmo uma loja de roupas, desde que paralelamente a sua atividade principal ela oferte serviços de captação e relacionamento com os clientes para os bancos, elas reduzem os custos e diminuem a necessidade de escala na oferta de produtos financeiros e aumenta a capacidade de alcance dos bancos.

## Fundamentação Legal
Como visto, o termo correspondente bancário, no Brasil, está relacionado à autorização da prestação de serviços bancários em estabelecimentos do setor de comércio varejista e não por um banco. Ou seja, é um trabalho prestado, em regra, por comerciários em substituição à bancários.
O Banco Central do Brasil através de normativas, possibilita a empresas de moda, lotéricas, correios, açougues, concessionárias e pet shops a prestarem serviços financeiros transacionais (saques, extratos) e comerciais (orientação para financiamento, proposta de emissão de cartão de crédito). O único requisito é que o serviço seja designado em contrato de correspondente bancário para com a instituição financeira.
A primeira norma que regulamentou os correspondentes foi a Circular n. 220 do BCB, em 1973. Portanto, ocorreu quando a ditadura militar realizava uma reforma no setor bancário brasileiro. Tal circular previa cobrança de títulos e execução de ordem de pagamento.
Em 1979, a Resolução n. 562 autorizou aos correspondentes a análise e a concessão de crédito. Inicia-se, aqui, a terceirização dessa atividade bancária.
Entre 1880 e 1995, não houve avanços normativos quanto aos correspondentes bancários. Com a alta inflação da época, às instituições financeiras possuíam altos lucros, não tendo interesse em atualizar o sistema. Em 1995, com a implementação do Plano Real, fez-se necessário uma reestruturação de tal sistema.
Com a intensificação das terceirizações por parte das instituições financeiras, o BCB, em 1995, editou a Resolução n. 2.166, complementar as normativas anteriores, regulamentando a relação entre a instituição financeira e a prestadora de serviços.
Contudo, é somente com a Resolução n. 2.640 de 1999 que os serviços a serem realizados pelos correspondentes é ampliado. Havia, entretanto, uma restrição: os correspondentes localizados em praças assistidas por agências bancárias não poderiam realizar abertura de contas-correntes e poupanças. Essa restrição é suprimida pela Resolução n. 2.707, menos de um ano depois. A mudança foi tão significativa que, até o ano de 1999, a Federação Brasileira dos Bancos (Febraban) não registrava correspondentes no país. Um ano após a resolução, eram 13.173 os estabelecimentos contratados. Em 2002, eram 32.511. A Resolução n° 2.923, de 2002, ampliou as competências dos correspondentes.
Durante o primeiro governo de Luiz Inácio Lula da Silva, no ano de 2003, a Resolução n. 3.110 foi feita. Ela previa: a) autorização da quarteirização nos correspondentes; b) autorização para encaminhamento de propostas de emissão de cartões de crédito. O crescimento dos correspondentes bancários nessa época também deve-se às políticas públicas voltadas à inclusão financeira: simplificação para a criação de contas corrente e poupança; estímulo ao microcrédito; regulamentação do crédito consignado. Como consequência, em 2011, eram 160 mil pontos de atendimento.
Ainda em 2003, a Resolução nº 3.156 passou a permitir que pudesse ser contratante do correspondente qualquer instituição autorizada a funcionar pelo Banco Central.
Em 2011, já no governo de Dilma Rousseff , a Resolução n. 3.110 foi revogada. Começou a valer a Resolução n. 3.954, que estabeleceu: a) maior flexibilidade no rol dos serviços; b) autorização para a realização de atividades de câmbio de até U$$ 3 mil ou valor equivalente em outras moedas; c) contratação de instituição cujo controle societário fosse exercido pela instituição contratante (ou seja, a própria instituição contratante é seu correspondente bancário).
De tal resolução, tem-se, no seu art. 8º a configuração atual dos correspondentes: “Art. 8º O contrato de correspondente pode ter por  objeto as  seguintes  atividades de atendimento, visando ao fornecimento  de produtos e serviços de responsabilidade da instituição contratante  a seus clientes e usuários: I  -  recepção e encaminhamento de propostas de abertura de contas de depósitos  à vista, a prazo e de poupança  mantidas  pela instituição contratante; II - realização   de   recebimentos,   pagamentos e transferências  eletrônicas  visando  à  movimentação  de  contas  de depósitos  de  titularidade  de clientes  mantidas  pela  instituição contratante; III  -  recebimentos  e pagamentos de qualquer  natureza,  e outras atividades decorrentes da execução de contratos e convênios de prestação  de  serviços  mantidos pela  instituição  contratante  com terceiros; IV  -  execução  ativa  e  passiva de  ordens  de  pagamento cursadas por intermédio da instituição contratante por solicitação de clientes e usuários; V  -  recepção  e encaminhamento de propostas  referentes  a operações  de  crédito e de arrendamento mercantil  de  concessão  da instituição contratante; VI  -  recebimentos e pagamentos relacionados  a  letras  de câmbio de aceite da instituição contratante; VII  -  execução  de  serviços  de  cobrança  extrajudicial,relativa a créditos de titularidade da instituição contratante ou  de seus clientes; (Revogado pela Resolução nº 3.959, de 31/3/2011.) VIII   -   recepção   e encaminhamento  de   propostas   de fornecimento de cartões de crédito de responsabilidade da instituição contratante; e IX -realização de operações de câmbio de responsabilidade da instituição contratante, observado o disposto no art. 9º.
Poucos dias depois, houve a Resolução n. 3.959, que passou a permitir a existência de estabelecimentos cujo objeto social principal ou único fosse exercer função de correspondente bancário.
É importante salientar que, nesse formato, os correspondentes acabam desobrigando os bancos da função prevista no art. 192 da Constituição Federal. Não obstante, o BCB, ao normatizar o funcionamento dos correspondentes via resoluções, circulares e carta-circulares, viola o art. 22 da Constituição que define como competência privativa da União legislar sobre direito do trabalho.
A regulamentação atual determina que somente estão habilitadas a prestar serviços de correspondente bancário os empresários, as associações definidas como tal pelo Código Civil, os prestadores de serviços notariais e de registro de que trata a Lei nº 8.935/94 e as empresas públicas. Não pode-se, portanto, ser serviço prestado por pessoa física.
É vedada a contratação de Pessoa cujo controle seja exercido por administrador da instituição contratante ou por administrador de entidade controladora da instituição contratante.
Mais recentemente, a Súmula 55 do TST equiparou as empresas de crédito, financiamento ou investimento (financeiras) aos estabelecimentos bancários para os efeitos do artigo 224 da CLT.

## Correspondentes Bancários e o Serviço de Oferta de Crédito
A existência de correspondentes bancários seria justificada pela dificuldade de se prestar serviços bancários a toda a população, principalmente em regiões mais interioranas e que, decorrente do baixo grau de complexidade da organização econômica, seriam de difícil implementação das grandes instituições financeiras. Contudo, não é isso que se observa no Brasil, tendo em vista que segundo o Relatório de Inclusão Financeira elaborado pelo BACEN em 2015, os correspondentes se encontravam em todos o território nacional, com somente 2 municípios não possuindo tais redes e uma das áreas de maior expansão terem sido grandes centros urbanos como Rio de Janeiro e São Paulo.
A presença massiva em centros urbanos poderia ser explicada por fatores de segregação socioespacial, de forma que as agências bancárias ficariam localizadas nas áreas mais “nobres” da cidade, enquanto as correspondentes seriam destinadas às periferias, porém essa não é a realidade de fato. Não é incomum que uma “financeira” se encontre em frente ou lado de uma instituição financeira.
Hoje, o principal papel dos correspondentes bancários é o de atender a população de baixa renda, a qual apresenta altos índices de desbancarização. Em 2019, uma pesquisa realizada pelo Instituto Locomotiva apurou que cerca de 45 milhões de brasileiros (86% destes pertencentes às classes C, D e E) não possuíam conta bancária e que tal grupo movimentava cerca de R$ 817 bilhões por ano. O motivo de existir um número tão expressivo como esse não possui somente uma resposta, havendo autores que apontam a desconfiança com os bancos e a preferência pelo dinheiro vivo, ou então os altos custos fixos bancários. Independente de qual seja a resposta correta, o que ocorre é que tais pessoas ainda precisam de certos serviços bancários, e é dessa necessidade que os correspondentes se valem.
O que leva pessoas de baixa renda, porém com contas bancárias, a optar pelo serviço prestado pelas “financeiras” também não possui apenas uma motivação, com pesquisas indicando questões relativas ao melhor atendimento, presença de menos burocracia e maior comodidade, entre outras.
Há evidências, inclusive, de que há uma relação direta entre regiões concentradas de pessoas que recebem auxílios governamentais e a presença de correspondentes bancários na localidade. Programas como o Bolsa Família não requerem que o beneficiado possua uma conta bancária, porém esse recebimento só ocorre pela Caixa Econômica Federal. Uma forma de interpretação sobre isso seria a de que com a chegada de tal auxílio, um segmento social desbancarizado e/ou que as agências bancárias não atendiam - por ser uma população de baixa renda, não seria lucrativo expandir a rede principal para atendê-la -, começou a ter certa demanda por operações bancárias, e são os correspondentes que suprem essa necessidade.
Outros beneficiários que estão ligados ao aumento dos correspondentes bancários são os do INSS, incluindo aqueles que possuem benefício por aposentadoria, pensão por morte, auxílio-doença e auxílio acidente, salário família e demais benefícios assistenciais. A relação entre os beneficiários do INSS e financeiras tem como cerne a modalidade contratual chamada empréstimo consignado, como será explicado mais à frente.
Logo, objetivando atingir tal perfil social, os maiores bancos, seguidos de vários bancos de médio porte, iniciaram o processo de implantação de seus correspondentes. Somente entre 2000 e 2005, o número total de correspondentes cresceu de forma absurda - havendo certa discordância sobre a quantidade absoluta, pois o relatório do BACEN afirma que atingiram o patamar de 90.000, enquanto números oficiais da Febraban informam a existência de cerca de 70.000 "financeiras" -.
As principais modalidades contratuais desempenhadas por tais organizações são a de crédito consignado e empréstimo pessoal. No crédito consignado, o pagamento das parcelas é debitado diretamente da folha de pagamentos, dessa forma, os riscos de inadimplemento são extremamente reduzidos. A importância desse fator adquire maior relevância quando analisado que aposentados e pensionistas do INSS são “remunerados” pelo Tesouro Nacional, ou seja, as chances de inadimplemento que já eram reduzidas tornam-se quase nulas, o que faz desse grupo o principal alvo de oferta de crédito pelas “financeiras”. O pagamento das parcelas do empréstimo pessoal funcionam de forma semelhante, pois o valor é debitado automaticamente da conta bancária em que o mutuário recebe seu salário ou benefício previdenciário. Já entre as operações menos realizadas está o financiamento de veículos e imóveis.
Ademais, um ponto de fundamental diferença entre as agências bancárias e os correspondentes é que os funcionários destes recebem uma comissão por contrato firmado. Isso implica que quanto mais crédito for ofertado e aceito, mais os comissionados receberão, logo cria-se um sistema em que se estimula ao máximo o empregado a oferecer crédito, utilizando, para isso, métodos de persuasão emocional, além de comunicação intensa via redes sociais e telemarketing, tudo isso de forma quase predatória. Tal prática não ocorre em agências bancárias, por estas serem reguladas por condutas estritas de compliance e maior vigilância de padrões éticos de conduta.

## Conclusões Finais
Os correspondentes bancários surgiram com a função de capilarizar o sistema financeiro para áreas em que a implementação de instituições financeiras não seria viável quanto ao lucro. No entanto, o que se vê hoje de forma recorrente é tanto agências quanto “financeiras” ocupando os mesmos espaços. 
Logo, pode-se afirmar que o papel atual dos correspondentes bancários é atender o público de baixa renda e/ou desbancarizado, parcela expressiva da população e que não é atendida pelas instituições financeiras tradicionais, seja por escolha própria, seja por empecilhos postos pelo próprio banco para direcioná-la aos correspondentes.
É preciso ressaltar, no entanto, que há diferenças significativas entre a conduta de agências bancárias e de correspondentes, pois estes não são limitados por regras éticas e seus funcionários são remunerados por um sistema de comissão. Logo, os correspondentes agem de forma predatória na oferta de crédito a fim de conseguir os resultados desejados, contribuindo, assim, para o endividamento de milhares de brasileiros.